# Alpoyeca
Alpoyeca är en kommunhuvudort i Mexiko.   Den ligger i kommunen Alpoyeca och delstaten Guerrero, i den sydöstra delen av landet, 210 km söder om huvudstaden Mexico City. Alpoyeca ligger 975 meter över havet och antalet invånare är 3 284.
Terrängen runt Alpoyeca är huvudsakligen kuperad, men åt nordväst är den bergig. Alpoyeca ligger nere i en dal. Runt Alpoyeca är det ganska tätbefolkat, med 139 invånare per kvadratkilometer. Närmaste större samhälle är Tlapa de Comonfort, 15,6 km sydväst om Alpoyeca. Omgivningarna runt Alpoyeca är en mosaik av jordbruksmark och naturlig växtlighet.